# Midnight Mutants
 (mars 2008).
Si vous disposez d'ouvrages ou d'articles de référence ou si vous connaissez des sites web de qualité traitant du thème abordé ici, merci de compléter l'article en donnant les références utiles à sa vérifiabilité et en les liant à la section « Notes et références ».
Midnight Mutants est un jeu vidéo d'action-aventure sorti en 1990 pour Atari 7800, il fut développé par la société Radioactive Software.

## Synopsis
Le joueur incarne Jimmy, qui vient rendre visite à son grand-père pour Halloween. Le Dr Evil est de retour de sa tombe et a enfermé le grand-père dans une citrouille. Jimmy doit sauver son grand-père.

## Principe
Le joueur doit explorer le manoir du grand-père et ses environs dans le but de trouver des artefacts qui peuvent être utilisés pour vaincre les ennemis (y compris le Dr Evil) et atteindre de nouveaux niveaux. L'endroit est maudit et il y a de nombreux obstacles : tueurs, chauves-souris, zombies, loups-garous...
Jimmy a deux jauges de vie, une pour la santé et une pour le sang. Certaines créatures sont toxiques au contact et réduisent la jauge de sang, alors que d'autres réduisent la jauge de santé. Si l'une des deux jauges atteint zéro, le jeu est terminé. Tout au long du jeu, l'esprit du grand-père sera en contact avec Jimmy et lui fournira parfois des indices et d'autres renseignements utiles.